# 块茎四轮香
块茎四轮香（学名：Hanceola tuberifera）为唇形科四轮香属下的一个种。

## 扩展阅读
維基物種上的相關：块茎四轮香